# Carl Nehrman
Carl Gustaf Gustafsson Nehrman även stavningen (Nerman) förekommer, född 20 september 1717 i Sölvesborg, död 17 november 1782 i Jönköping, var en svensk kyrkomålare.
Han var son till borgaren Paul Nehrman och Anna Christina Rodolph och gift med Charlotta Helena Pettersson. Nehrman utskrevs som gesäll 1743 från mästaren Johan Christian Zschotzscher i Växjö och arbetade därefter hos Johan Kinnerus 1746 och för en mästare Pettersson 1747. Han ansökte om burskap i Linköping 1750 som beviljades 1751 och blev mästare under Göteborgs Målareämbete 1752. Hans tid i Linköping blev kort redan i december samma år flyttade han till Jönköping där han var bosatt fram till son död. Han utförde en rad dekorativa målningar i olika Småländska kyrkor bland annat i Svenarums kyrka, Rosberga kyrka, Öggestorps kyrka och Almesåkra kyrka. Inga av dessa målningar finns bevarade i ursprungligt skick men med goda beskrivningar och relativt omfattande fragment gör det möjligt att bilda sig en uppfattning om Nehrmans måleri. Han tillhörde den grupp av kyrkomålare som följde efter i Edvard Orms stil där man återgav Treenigheten, Försoningen, Yttersta domen  och helvetesskildringar. Av de bevarade fragmenten kan man sluta sig till att Nehrman var en av de mer framstående kyrkomålarna vid denna tid. 